# Valjevo
Valjevo ist eine Stadt im Westen Serbiens mit etwa 59.000 Einwohnern. Die Stadt ist auch Hauptort der gleichnamigen Gemeinde im Okrug Kolubara, die insgesamt etwa 90.000 Einwohner hat.

## Geografie
Valjevo liegt etwa 100 Kilometer südwestlich der serbischen Hauptstadt Belgrad am Nordostrand des Dinarischen Gebirges in einem Podgorina genannten Hügelland. In der Stadt fließen die drei Flüsse Gradac, Jablanica und Obnica zusammen und bilden ab hier den Fluss Kolubara. Durch den Zusammenfluss der Flüsse hat sich die für die Stadt typische Kessellage gebildet. Das Stadtzentrum liegt dabei auf einer Höhe von etwa 200 m. i. J.
Die Flächen der unmittelbaren Umgebung der Stadt werden überwiegend landwirtschaftlich genutzt, wobei insbesondere die Nordhänge der bis auf eine Höhe von 400 Meter reichenden Hügel in der Regel bewaldet sind. Etwa sieben Kilometer südlich der Stadt beginnt das Bergland des Dinarischen Gebirges, dessen 1104 Meter hohes Maljen-Massiv etwa 20 Kilometer südwestlich der Stadt liegt.
Das Dorf Brankovina bei Valjevo ist bekannt als die Heimat der Familie Nenadović. Die Sehenswürdigkeiten von Brankovina sind in einem kulturellen und historischen Komplex untergebracht. Die Kirche des Heiligen Erzengels, das Schloss des Erzpriesters, die Schule von Desanka, der alte Gerichtssaal, das Nebengebäude der Familie Nenadović, sowie die Gräber der Familie Nenadović und von Desanka Maksimović.
Mehrere alte Klöster befinden sich in der Umgebung von Valjevo, darunter Pustinja, Jovanja, Lelić und Ćelije. Nicht weit entfernt von Valjevo befindet sich das Dorf Stave, welches für die Kirche zum Heiligen Peter und Pavle bekannt ist. Die Standorte wurden seit dem 10. Jahrhundert für religiöse Zwecke verwendet, wobei die heutigen Kirchengebäude zwischen dem 14. und 17. Jahrhundert erbaut wurden. Das Kloster Pustinja liegt in einem abgelegenen Bergtal und besitzt seltene serbische mittelalterliche Fresken. Ausgrabungen haben gezeigt, dass die aktuelle Kirche auf den Fundamenten einer viel älteren Kirche erbaut wurde. Teile der Grundmauern und ein nicht identifiziertes Grab, viel älter als die Kirche selbst, wurden entdeckt. Die Kirche ist nur über einen steilen Weg zugänglich. Trotz seiner Unzugänglichkeit gelang es den Türken, das Kloster mehr als einmal zu beschädigen. Es wurde 1683 während des Feldzugs der türkischen Armee in Richtung Wien beschädigt. Pustinja ist heute ein aktives Frauenkloster.

## Geschichte
Valjevo wurde erstmals 1393 als eine Handelsstadt im Reich der Nemanjiden erwähnt. 1459 wurde die Stadt von osmanischen Truppen erobert. Sie blieb daraufhin bis ins 19. Jahrhundert im Herrschaftsgebiet des Osmanischen Reiches. Der damit einhergehende orientalische Einfluss prägte in dieser Zeit die Stadtentwicklung maßgeblich. Erst mit der Bildung des Fürstentums Serbien nach den beiden serbischen Aufständen von 1804 und 1815 erfolgte wieder eine serbisch geprägte Entwicklung.
1855 fasste die Stadtverwaltung den Beschluss, die Stadt planmäßig in quadratischen Vierteln aufzubauen, die noch heute im Stadtzentrum erkennbar sind. Die damit einhergehende Modernisierung führte am Ende des 19. Jahrhunderts zum Bau eines Gymnasiums, des Gemeinde- und Kreisgerichts, einer Sparkasse und von Hotels. Hatte die Stadt am Anfang des 19. Jahrhunderts nur etwa 1000 Einwohner, war die Zahl am Ende des Jahrhunderts auf etwa 8000 gewachsen.
Im 20. Jahrhundert entwickelte sich Valjevo zu einem wichtigen Industrie- und Kulturzentrum im Westen Serbiens, unterbrochen durch die beiden Weltkriege, während derer es auch in Valjevo schwere Zerstörungen gab. Im Zuge der forcierten Industrialisierungspolitik des sozialistischen Jugoslawiens wuchs die Einwohnerzahl danach von 1948 bis 1991 etwa von 15.000 auf 60.000, also auf das Vierfache.

### Proteste gegen Korruption und Gegengewalt führen zum Brand in der SNS-Parteizentrale 2025
Am 1. November 2024 stürzte das frisch renovierte Vordach des Hauptbahnhofs von Novi Sad ein, dabei starben 16 Menschen, etwa 30 wurden verletzt. Auf Staatstrauer folgte Kritik von Fachleuten und Oppositionellen wegen Schlamperei und Korruption bei den Bauarbeiten. Proteste gegen die Regierung von Aleksandar Vucic erfolgten bis 13. August 2025 friedlich, wurden jedoch von organisierten Anhängern der Regierung wiederholt angegriffen, was häufig nicht geahndet wurde.  Polizei ging gegen Demonstranten vor. Gebäude von Oppositionellen wurden zerstört. Danach, in der Nacht auf So, 17. August 2025, zündeten Regierungsgegner in Valjevo das Parteilokal von Vucics Serbischer Fortschrittspartei (SNS) an und beschädigten Gebäude der Stadtverwaltung und der Staatsanwaltschaft.

## Bildergalerie

Bildergalerie
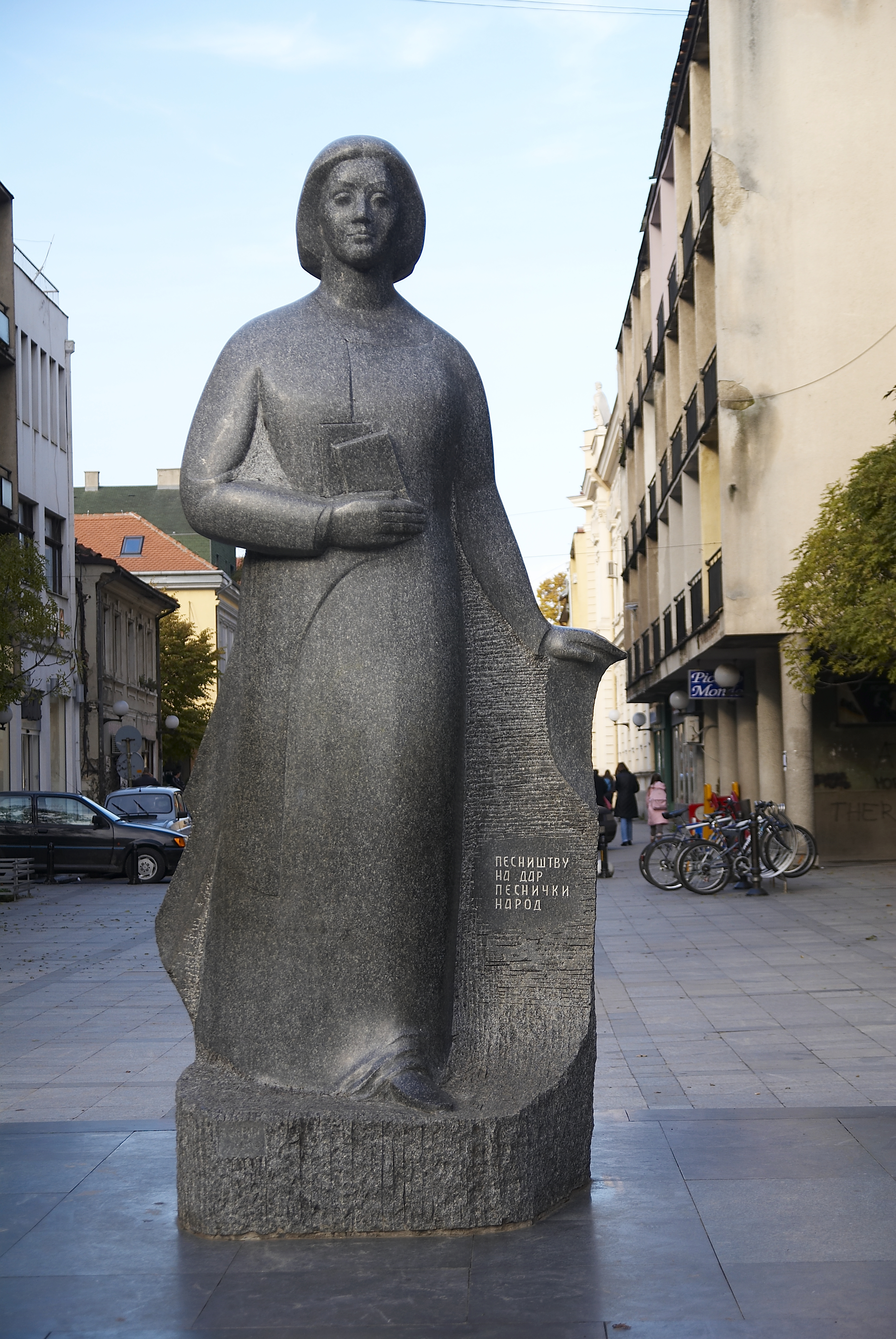
Denkmal für Dichterin Desanka Maksimović
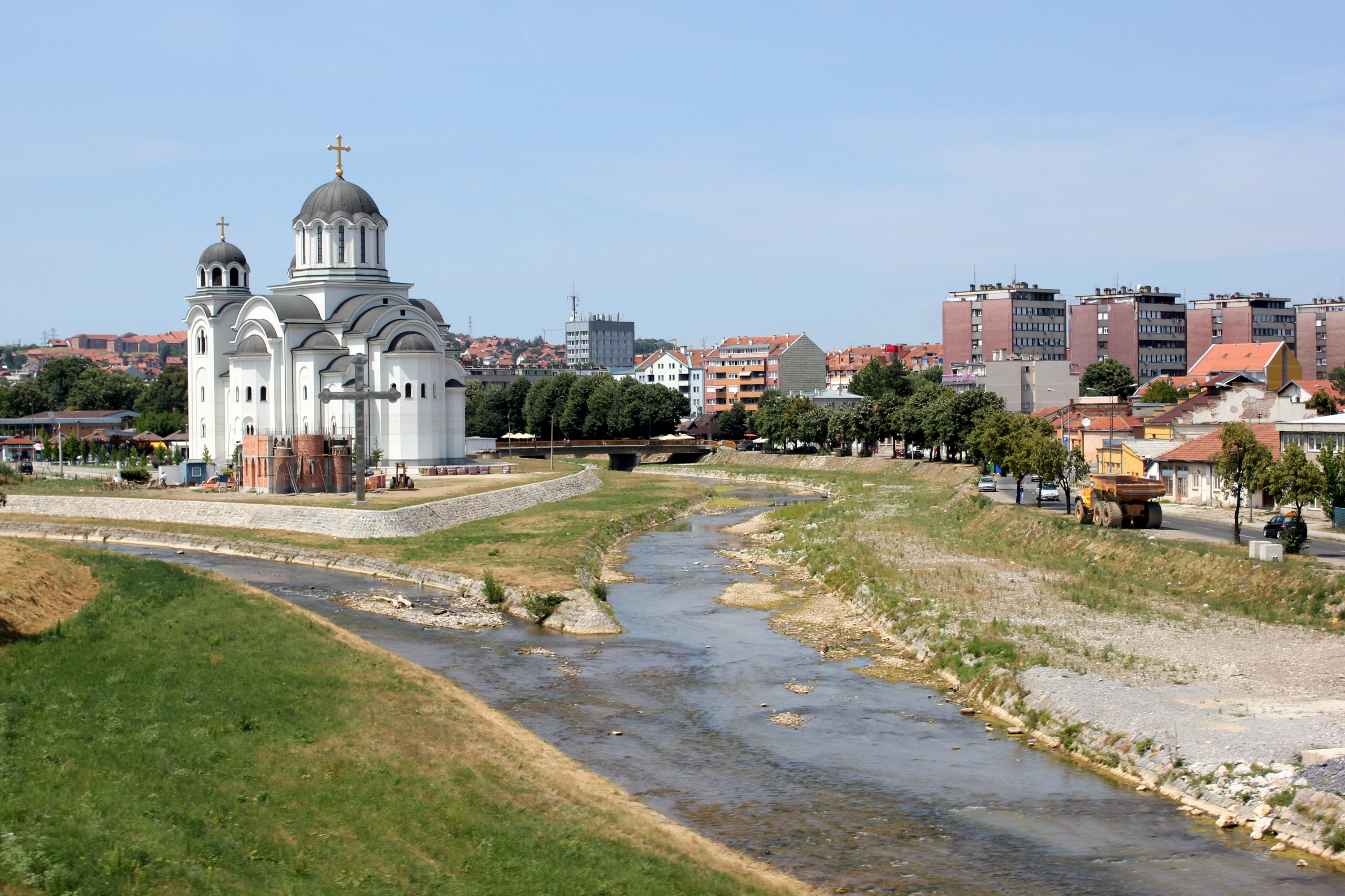
Serbisch-orthodoxe Christi-Auferstehungskathedrale am Zusammenfluss von Kolubara und Gradac
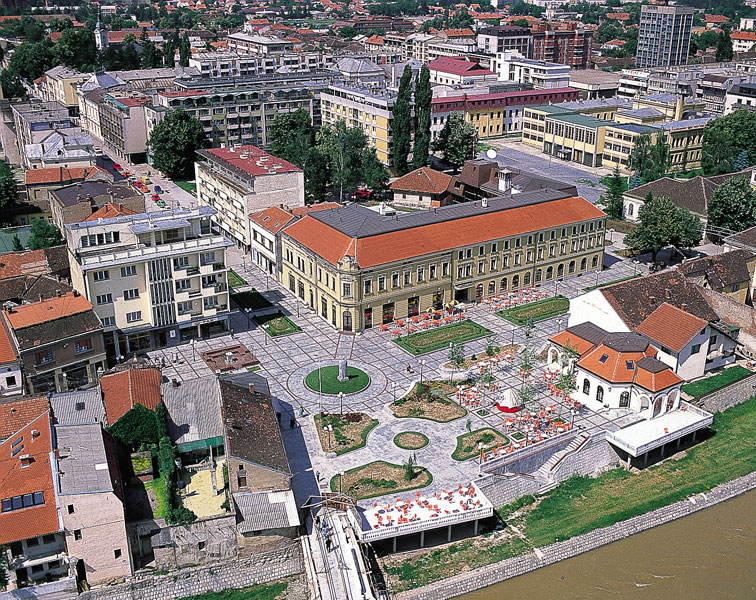
Das Stadtzentrum
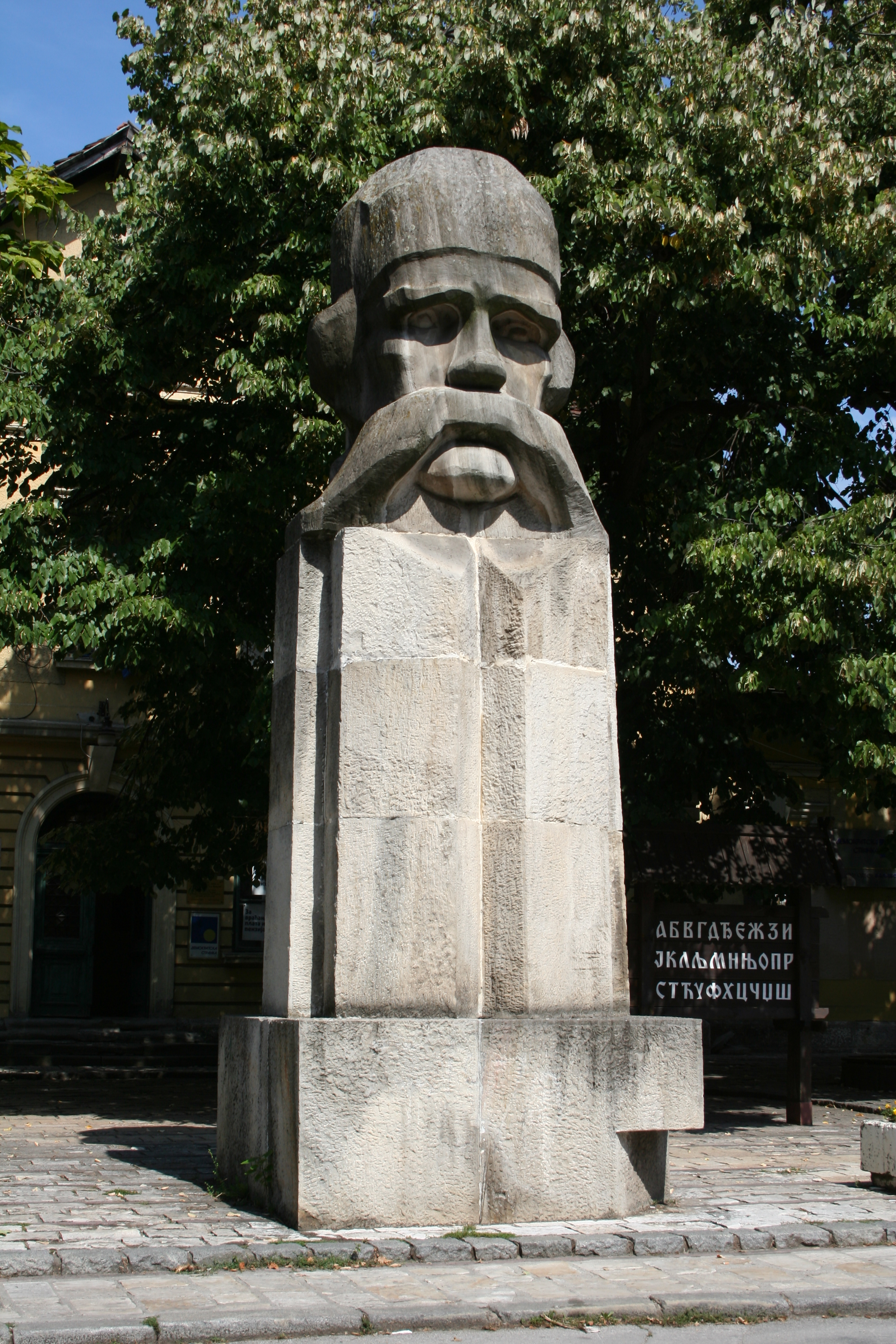
Denkmal für Vuk Stefanović Karadžić
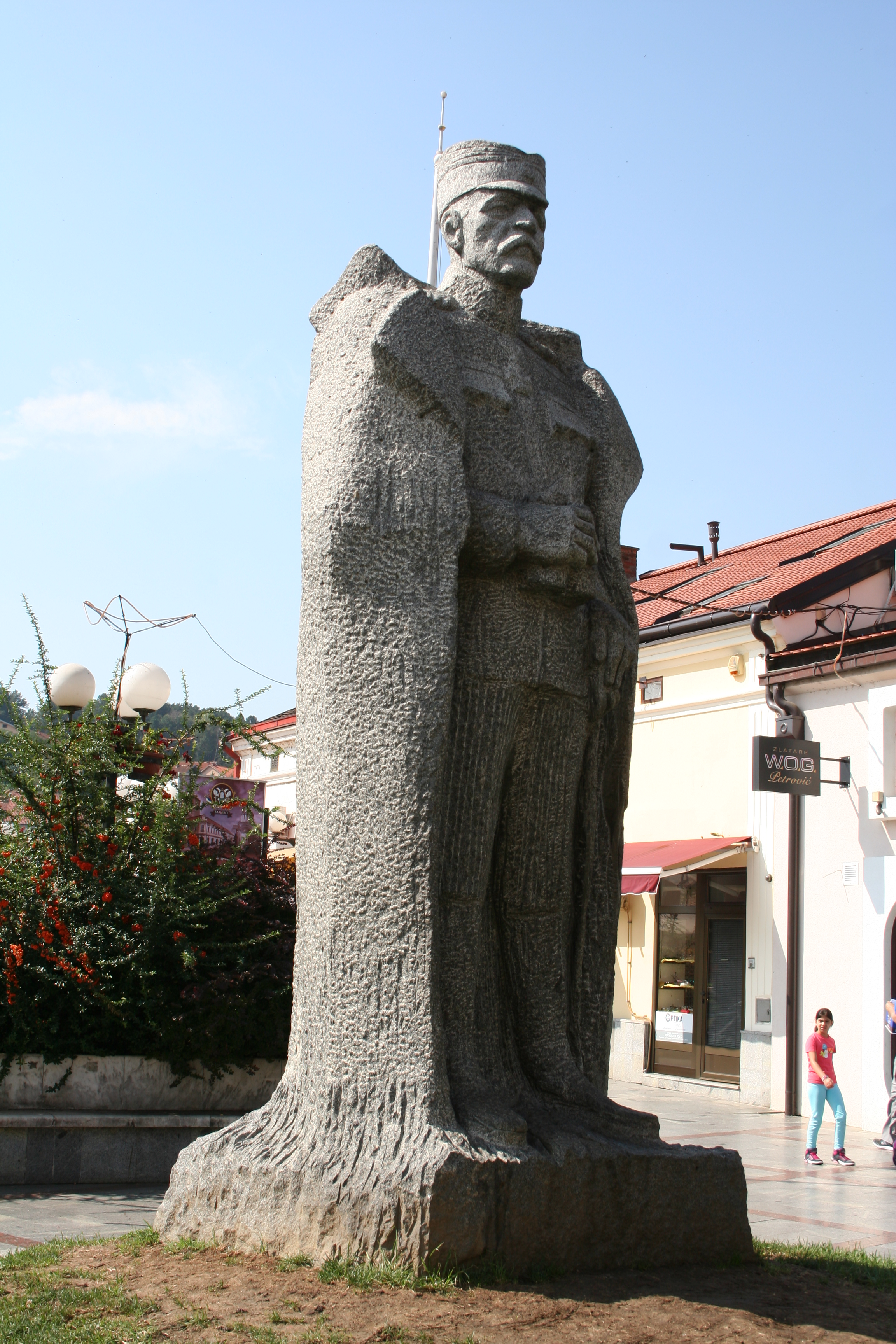
Denkmal für Feldmarschall Živojin Mišić

## Siedlung
Neben der Stadt erstreckt Valjevo seinen administrativen Bereich über folgende Siedlungen:
| - Babina Luka - Bačevci - Balinović - Belić - Beloševac - Beomužević - Blizonje - Bobova - Bogatić - Brangović - Brankovina - Brezovice - Bujačić - Degurić - Divci - Divčibare | - Donja Bukovica - Donje Leskovice - Dračić - Dupljaj - Gola Glava - Gorić - Gornja Bukovica - Gornja Grabovica - Gornje Leskovice - Gradac - Jasenica - Jazovik - Joševa - Jovanja - Kamenica - Klanica - Klinci | - Kotešica - Kovačice - Kozličić - Kunice - Lelić - Loznica - Lukavac - Majinović - Mijači - Miličinica - Mrčić - Oglađenovac - Osladić - Paklje - Paune - Petnica | - Popučke - Pričević - Prijezdić - Rabas - Rađevo Selo - Ravnje - Rebelj - Rovni - Sandalj - Sedlari - Sitarice - Sovač - Stanina Reka - Stapar - Strmna Gora - Stubo | - Sušica - Suvodanje - Taor - Tubravić - Tupanci - Valjevska Kamenica - Veselinovac - Vlaščić - Vragočanica - Vujinovača - Zabrdica - Zarube - Zlatarić - Žabari |

## Wirtschaft
Der wichtigste Arbeitgeber in der zweiten Hälfte des 20. Jahrhunderts war die Waffenfabrik Krušik, die nach den Kriegen zur Produktion zurückkehrte. Im Jahr 1999 wurde sie während des Kosovokrieges von der NATO bombardiert. Die übrige Wirtschaft von Valjevo zeichnet sich durch kleine, private Unternehmen aus der Metallurgie, der Nahrungsmittelproduktion und der Textilbranche aus. Die österreichische Firma Austrotherm GmbH, die italienische Firma Golden Lady und die slowenische Firma Gorenje haben in Valjevo Produktionsstätten errichtet.

## Persönlichkeiten
- Aleksa Nenadović (1749–1804), Fürst
- Jakov Nenadović (1765–1836), Herzog während des ersten serbischen Aufstandes
- Prota Matija Nenadović (1777–1854), Herzog während des ersten serbischen Aufstandes, Diplomat
- Ljubomir Nenadović (1826–1895), Schriftsteller, Diplomat, Minister
- Milovan Glišić (1847–1908), Schriftsteller, Dramaturg und Übersetzer
- Živojin Mišić (1855–1921), Feldmarschall
- Nikolaj Velimirović (1881–1956), serbisch-orthodoxer Bischof
- Desanka Maksimović (1898–1993), Dichterin und Literaturprofessorin
- Milorad Pavić (1921–2005), Fußballtrainer
- Marija Radosavljević (* 1927), Kugelstoßerin und Speerwerferin
- Miodrag Jokić (1935–2022), Admiral der Jugoslawischen Volksarmee
- Dragoljub Velimirović (1942–2014), Schachspieler
- Slaven Radovanović (* 1947), Schriftsteller
- Aleksandar Loma (* 1955), Wissenschaftler
- Ružica Đinđić (* 1960), Politikerin
- Luca Maric (* 1965), deutscher Schauspieler serbischer Herkunft
- Vladimir Petrić (* 1975), Handballspieler
- Darko Pivaljević (* 1975), Fußballspieler
- Ana Subotić (* 1983), Marathonläuferin
- Miloš Teodosić (* 1987), Basketballspieler
- Nemanja Nikolić (* 1988), montenegrinischer Fußballspieler
- Matija Nastasić (* 1993), Fußballspieler
- Vukašin Vraneš (* 1997), Fußballspieler
- Aleksa Kovačević (* 2002), serbisch-deutscher Basketballspieler
- Jovan Lukić (* 2002), Fußballspieler

## Belege
1. ↑  Census 2011
2. ↑  Census 2011
3. ↑  Mehrere Tote nach Einsturz eines Bahnhofsvordachs. In: Tagesschau. 1. November 2024, abgerufen am 1. November 2024.
4. ↑  Die Zahl der Toten nach dem Einsturz des Vordachs am Bahnhof von Novi Sad steigt auf 14. Neue Zürcher Zeitung, 1. November 2024, abgerufen am 1. November 2024.
5. ↑  Andrej Ivanji: Serbien: Geheime Bauverträge mit China – Gefahr für serbische Bevölkerung? In: mdr.de. 27. November 2024, abgerufen am 28. Januar 2025.
6. ↑  Proteste in Serbien : Büros von Vucic-Partei in Flammen. In: orf.at. 17. August 2025, abgerufen am 17. August 2025.